# Et liv på landet
Et liv på landet er en dansk dokumentarfilm fra 2000, der er skrevet og instrueret af Jørgen Vestergaard.

## Handling
Samtidig med at der i Danmark produceres flere fødevarer end nogensinde før, nedlægges mange landejendomme. Landsbyerne er ikke ligefrem truet af affolkning, men huse og driftsbygninger fyldes med nyt indhold. Filmen sætter fokus på seks landsbyer i Nordvestjylland, hvor beboerne har erkendt, at skal der ske noget, må de selv tage initiativet. Her er ingen landboromantik, men imponerende megen energi og vilje til at gå nye veje i forsøg på at udvikle livet på landet. I filmen Et rigtigt bondeliv blev 1940'erne og 1950'erne dokumenteret gennem ældre bønders tilbageblik. I denne film forsøger samme instruktør at finde nogle fællestræk ved den nye landbokultur i begyndelsen af et nyt årtusinde.